# 庄辰超
庄辰超（1976年—）是一位中国企业家。

## 生平
1976年出生于上海一个工薪家庭，毕业于华东师范大学第二附属中学，1994年被保送至北京大学电子工程系。1997年11月在校期间创建搜索客，毕业后1999年7月和戴福瑞共同创建体育网站鲨威并担任首席技术官。后前往美国华盛顿担任世界银行系统架构师。2005年5月又和戴福瑞联手创建旅游网站去哪儿网并担任首席执行官，2015年10月26日携程宣布与去哪儿合并。2016年1月5日辞任首席执行官一职，后创建斑马投资并担任董事兼总经理，同年12月和王紫创建中国便利商店便利蜂。此外他还投资融360和美丽说。